# Connie Witteman
Cornelia Jacoba (Connie) Witteman (Voorburg, 25 juli 1951) is een Nederlandse zangeres die bekend werd onder de naam Vanessa. Gedurende haar huwelijk met Hans Breukhoven en enkele jaren daarna stond ze bekend onder haar getrouwde naam Connie Breukhoven.

## Levensloop

### Zangcarrière

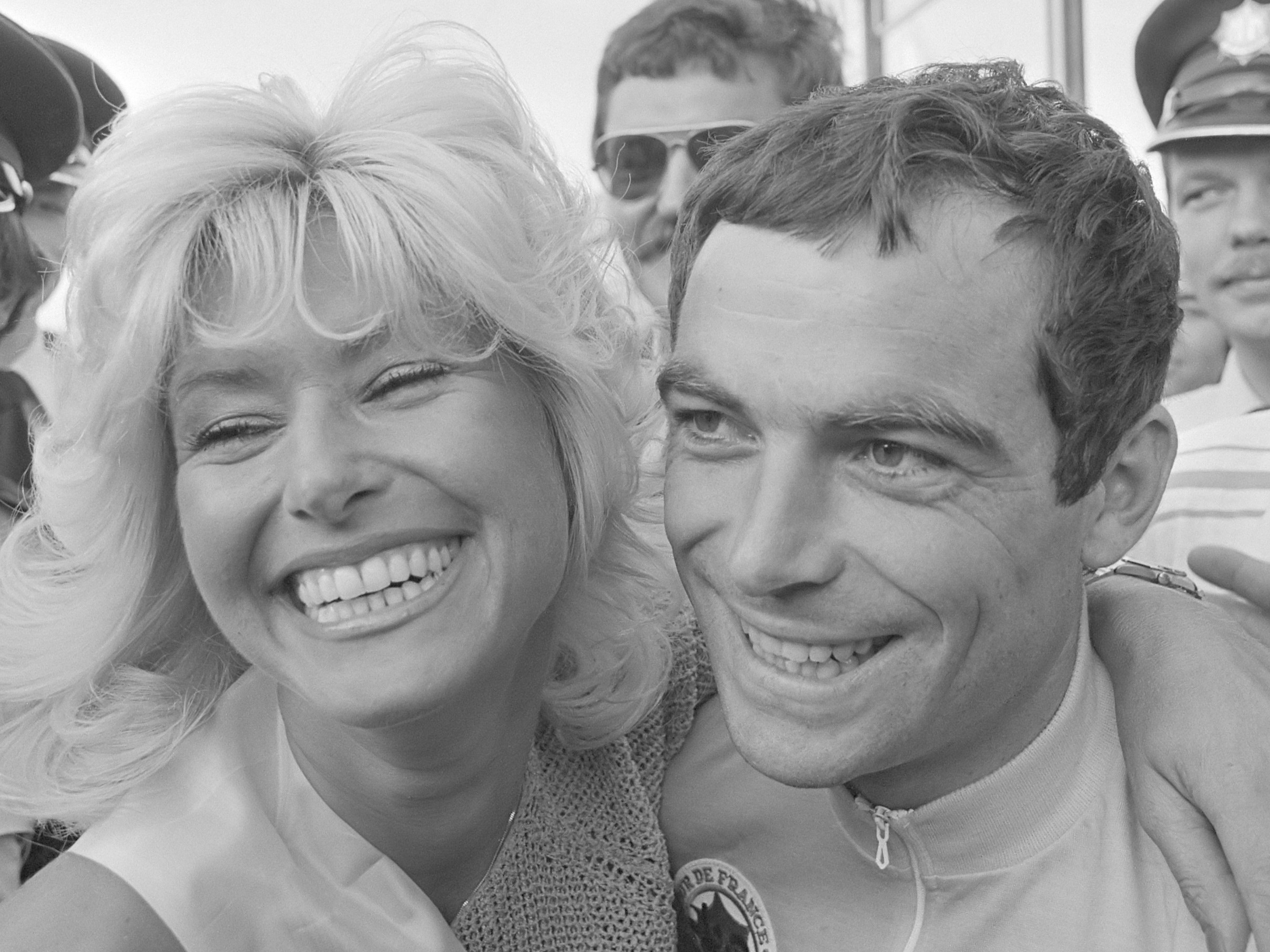
Vanessa in 1982 met Bernard Hinault

In 1972 nam ze onder de naam Connie Zulver een Nederlandstalig liedje op: Ieder Meisje Droomt Van Liefde. In Nederland bracht zij in 1981 In The Heat Of The Night uit onder de naam Vanessa en het nummer werd een kleine hit in de Top 40 en de Nationale Hitparade. In februari 1982 behaalde Vanessa een nummer 2-hit met Upside Down, een nummer dat elf weken in de hitparade bleef. In juni had zij haar tweede top 10-hit met Dynamite en in november werd ook het nummer Cheerio een hit.
Behalve als zangeres trok zij in deze jaren ook de aandacht door het formaat van haar boezem. In 1982 was Vanessa samen met André van Duin te zien in de film De Boezemvriend. La Di Da (1983) en Obsession (1984) werden ook top 10-hits. De ontdekker van Vanessa, producer-componist Leslie Laverman, die zelf een hit had met Song for the children (gezongen door Oscar Harris), had aanvankelijk plannen om haar samen met Andres (Dries Holten) een duo te laten vormen.
De Nederlandse editie van Penthouse publiceerde in december 1986 foto's van Vanessa ("voor het eerst bloot, zoals ze nu is").
Na ongeveer een decennium lang uptempo disconummers uitgebracht te hebben, richtte zij zich op het serieuzere vlak. Enkele ballads waren het resultaat. Naast duetten met onder anderen David McWilliams (Can I Get There by Candlelight) en Michael Robinson (Softly come moonlight) nam zij enkele persoonlijke nummers op. Een hiervan is Lidia, dat zij schreef voor haar aan kanker overleden zus, en I'm here for you, dat zij als moeder schreef voor haar vijf geadopteerde kinderen als bevestiging dat zij er, wat er ook gebeurt, altijd voor hen zal zijn.
In 2002 nam ze de single Now you say nothing at all op voor de op 6 mei 2002 vermoorde politicus Pim Fortuyn. De opbrengst van de single was bestemd voor de oprichting van een standbeeld van deze Rotterdamse politicus.
Witteman, die zich toen nog met haar huwelijksnaam Breukhoven noemde, trad in 2005 op de Gay Pride nog één keer op als Vanessa. In 2007 was ze een verrassingsact tijdens het eerste concert van Jeroen van der Boom. Ze zongen samen een duet. In 2024 trad ze opnieuw op als Vanessa tijdens de opening van het festival Milkshake.  en als slotact op de Gay Pride.

### Ondernemerschap
Witteman leidde het beautycentrum Clinic for Injectables in Den Haag. Op 17 april 2008 werd bekend dat zij zich terugtrok uit het centrum. Ze verkocht haar aandeel aan haar zakenpartner Fred Tjan.
Vanaf 2019 is zij influencer.

### Privéleven
Op haar achttiende trouwde Witteman met een Haagse restauranteigenaar die rijk werd met oliehandel en ze adopteerden een Colombiaans meisje. Ze verhuisden naar de Verenigde Staten, waar ze fotomodel werd onder de naam Coco. Haar huwelijk strandde en omdat haar oudere zus ernstig ziek was, keerde Connie met haar dochter terug naar Nederland. Ze nam haar zus in huis en verzorgde haar tot haar overlijden. Connie trouwde daarna opnieuw, ook woonde de dochter van haar overleden zus bij haar in. Het tweede huwelijk hield niet lang stand.
Op 20 november 1987 trouwde ze met Free Record Shop-baas Hans Breukhoven. Daarmee werd Adry Hermans haar schoonmoeder. Samen adopteerden ze drie kinderen uit Costa Rica. Op 11 augustus 2009 werd bekend dat het paar na eenentwintig jaar huwelijk ging scheiden. Connie bleef de achternaam Breukhoven gebruiken tot aan de zomer van 2014. Ze nam toen haar geboortenaam Witteman weer aan.
Sinds eind 2013 was zij samen met aannemer Van Dun, met wie ze ook verloofd was. Deze relatie eindigde eind 2018.
Haar nieuwe partner was Henk de Vries, oprichter van coffeeshop The Bulldog en een van de invloedrijkste cannabisondernemers van Nederland.

## Discografie

### Albums
| Album met eventuele hitnotering(en) in de Nederlandse Album Top 100 | Datum van verschijnen | Datum van binnenkomst | Hoogste positie | Aantal weken | Opmerkingen |
| ------------------------------------------------------------------- | --------------------- | --------------------- | --------------- | ------------ | ----------- |
| My first album                                                      | 1982                  | 20-11-1982            | 26              | 7            | als Vanessa |
| Obsession                                                           | 1984                  | -                     |                 |              | als Vanessa |
| I'm here for you                                                    | 1995                  | 28-10-1995            | 85              | 5            | als Vanessa |
| Vanessa                                                             | 2003                  | -                     |                 |              | als Vanessa |
| Just Conny                                                          | 2010                  | 20-11-2010            | 34              | 9            | als Conny   |

### Singles
| Single met eventuele hitnotering(en) in de Nederlandse Top 40 | Datum van verschijnen | Datum van binnenkomst | Hoogste positie | Aantal weken | Opmerkingen                                                    |
| ------------------------------------------------------------- | --------------------- | --------------------- | --------------- | ------------ | -------------------------------------------------------------- |
| In the heat of the night                                      | 1981                  | 09-05-1981            | 32              | 3            | als Vanessa / #35 in de Single Top 100                         |
| Sunset girl                                                   | 1981                  | 01-08-1981            | tip11           | -            | als Vanessa / #40 in de Single Top 100                         |
| Upside down (Dizzy does it make me)                           | 1982                  | 06-02-1982            | 2               | 11           | als Vanessa / #2 in de Single Top 100                          |
| Dynamite                                                      | 1982                  | 26-06-1982            | 7               | 9            | als Vanessa / #5 in de Single Top 100                          |
| Cheerio                                                       | 1982                  | 20-11-1982            | 9               | 7            | als Vanessa / #13 in de Single Top 100 / Alarmschijf           |
| Hocus pocus                                                   | 1983                  | 18-06-1983            | 30              | 4            | als Vanessa / #29 in de Single Top 100                         |
| La di da                                                      | 1983                  | 22-10-1983            | 10              | 6            | als Vanessa / #16 in de Single Top 100                         |
| Obsession                                                     | 1984                  | 14-01-1984            | 9               | 7            | als Vanessa / #8 in de Single Top 100                          |
| Don't pull the trigger on me                                  | 1984                  | 16-06-1984            | 35              | 3            | als Vanessa / #21 in de Single Top 100                         |
| Broken glass                                                  | 1984                  | 25-08-1984            | tip10           | -            | als Vanessa                                                    |
| Bandolero                                                     | 1985                  | 27-07-1985            | 34              | 3            | als Vanessa / #44 in de Single Top 100                         |
| Hava nagila                                                   | 1987                  | -                     |                 |              | als Vanessa / #75 in de Single Top 100                         |
| Happy X-mas (War is over)                                     | 1992                  | 19-12-1992            | tip             | -            | als Vanessa / met KIDS / #35 in de Single Top 100              |
| Can I get there by candlelight                                | 1995                  | 21-01-1995            | 31              | 4            | als Vanessa / met David McWilliams / #34 in de Single Top 100  |
| Lidia                                                         | 1995                  | 18-11-1995            | 38              | 2            | als Vanessa / #39 in de Single Top 100                         |
| Upside down (Dizzy does it make me) - The checksums remix     | 2012                  | -                     |                 |              | als Vanessa / met Nils van Zandt / Nr. 95 in de Single Top 100 |